# عقد 1420 هـ
عقد 1420 هـ هو الفترة بين عام 1420 إلى 1429 في التقويم الهجري، أي العشر سنوات الثالثة من القرن الخامس عشر الهجري.